# Rio Bârsaniul
O Rio Bârsaniul é um rio da Romênia afluente do Rio Dorna, localizado no distrito de Suceava.